# Mr Simmons
Mr Simmons, även känd som Tidningsläsaren, är en torrnålsgravyr av Axel Fridell utförd i London 1933. Fridell bodde på Miss Cocks pensionat på 85 Oakley Street, där han även använde sitt rum som ateljé. Ofta sökte Fridell motiv vid floden Themsen, men vid dåligt väder så lutade han sig mot sina "reservmotiv" som kunde vara till exempel utsikten från pensionatet eller Mr Simmons som var en arbetslös ung man som fick bo på pensionatet i utbyte mot att utföra bokföringsarbeten.

## Utförandet
Skissen är utförd i Miss Cocks sovrum där Mr Simmons sitter och läser dagens tidning i en fåtölj. Cylinderhatten, symbolen för flanören var lånad av Miss Simmons.  De boende på pensionatet tillhörde ej den ekonomiska klass som Fridell försökte gestalta. Bilden iscensattes av Fridell.
Utifrån skissen utarbetade Fridell en förlaga, som sedan utfördes i fem tryckserier med successivt ökande detaljnivå, en s.k. état. Porträttet med Mr Simmons i förgrunden är utformat först, sedan växer rummet, i fjärde état skildras bakgrunden, flodutsikten över Themesen. I femte och sista état, som även är signerad och därmed färdig, är detaljrikedomen och svärtan påtagligare.

## Format
I. 29,8 x 23,9 cm S. 45,5 x 38 cm

## Mr Simmons i samtiden
Mr Simmons tillhör den högst värderade svenska grafiken. År 2011 såldes ett exemplar av V état på Stockholms Auktionsverk för 100 000 kronor. Mr Simmons trycktes även som frimärke 1974 i samband med Publicistklubbens 100-årsjubileum.